# Ігор Біщан
Ігор Біщан (хорв. Igor Bišćan, нар. 4 травня 1978, Загреб, СФРЮ) — хорватський футболіст, що грав на позиції півзахисника.
Семиразовий чемпіон Хорватії, дворазовий володар кубка Хорватії. Володар кубка Англії, дворазовий володар Кубка англійської ліги. Переможець Ліги чемпіонів УЄФА, володар Кубка УЄФА, володар Суперкубка УЄФА.

## Клубна кар'єра
Вихованець футбольної школи клубу «Динамо» (Загреб).
У дорослому футболі дебютував 1995 року виступами за команду клубу «Динамо». У сезоні 1995–1996 на правах оренди виступав за «Самобор».
2000 року приєднався до складу англійського «Ліверпуля». Відіграв за мерсісайдців наступні п'ять сезонів своєї ігрової кар'єри. За цей час виборов титул володаря кубка Англії, ставав володарем Кубка англійської ліги (двічі), володарем Кубка УЄФА, володарем Суперкубка УЄФА, переможцем Ліги чемпіонів УЄФА.
Протягом 2005–2007 років захищав кольори команди клубу «Панатінаїкос».
Завершив професійну ігрову кар'єру у рідному клубі «Динамо» (Загреб), за команду якого виступав протягом 2008–2012 років. За цей час додав до переліку своїх трофеїв три титули чемпіона Хорватії.

## Виступи за збірні
Протягом 1998–2000 років залучався до складу молодіжної збірної Хорватії. На молодіжному рівні зіграв у 17 офіційних матчах, забив 2 голи.
1999 року захищав кольори олімпійської збірної Хорватії. У складі цієї команди провів 1 матч.
1999 року дебютував в офіційних матчах у складі національної збірної Хорватії. Протягом кар'єри у національній команді, яка тривала усього 3 роки, провів у формі головної команди країни 17 матчів, забивши 1 гол.

### Голи за збірну
| #  | Дата           | Стадіон                                                   | Суперник | Рахунок | Результат | Змагання         |
| -- | -------------- | --------------------------------------------------------- | -------- | ------- | --------- | ---------------- |
| 1. | 16 червня 1999 | Сеульський стадіон Чемпіонату світу, Сеул, Південна Корея | Мексика  | 2 – 1   | 2 – 1     | Товариський матч |

## Титули і досягнення
Гравець
- Чемпіон Хорватії (7):

«Динамо» (Загреб): 1998-99, 1999-2000, 2007-08, 2008-09, 2009-10, 2010-11, 2011-12
- Володар Кубка Хорватії (4):

«Динамо» (Загреб): 2007-08, 2008-09, 2010-11, 2011-12
- Володар Суперкубка Хорватії (1):

«Динамо» (Загреб): 2010
- Володар Кубка Англії (1):

«Ліверпуль»: 2000-01
- Володар Кубка Футбольної ліги (2):

«Ліверпуль»: 2000-01, 2002-03
- Володар Суперкубка Англії (1):

«Ліверпуль»: 2001
- Переможець Ліги чемпіонів УЄФА (1):

«Ліверпуль»: 2004-05
- Володар Кубка УЄФА (1):

«Ліверпуль»: 2000-01
- Володар Суперкубка УЄФА (1):

«Ліверпуль»: 2001
Тренер
- Чемпіон Словенії (1)

«Олімпія» (Любляна): 2017-18
- Володар Кубка Словенії (1):

«Олімпія» (Любляна): 2017-18
- Володар Кубка Хорватії (1):

«Рієка»: 2018-19
- Чемпіон Хорватії (1):

«Динамо» (Загреб): 2022-23
- Володар Суперкубка Хорватії (1):

«Динамо» (Загреб): 2023